# Estadio Pedro Marrero
El Estadio Pedro Marrero es un estadio de fútbol y el segundo más grande para la práctica de ese deporte en la isla de Cuba. Está ubicado en el municipio Playa de su capital, La Habana.
Es la sede del club CF Ciudad de La Habana y tiene una capacidad de alrededor de 28 000 espectadores.
Es un estadio de usos múltiples en la ciudad. Actualmente se utiliza principalmente para los partidos de fútbol del torneo local y de su selección nacional.
El Estadio Panamericano, sede de los Juegos Panamericanos de 1991 y situado en la misma ciudad, no se ha utilizado en la misma medida que el Pedro Marrero para los juegos de la selección cubana de fútbol, a pesar de ser multifuncional, más moderno y de mayor capacidad (34 000 espectadores).

## Historia
El inmueble, con aforo para 28 000 personas, fue construido en 1929 e inaugurado oficialmente el 10 de octubre de 1930, siendo por lo tanto uno de los más antiguos edificados en el Caribe.
Originalmente fue llamado Gran Estadio Cervecería Tropical (o familiarmente, La Tropical), y fue sede de la legendaria Copa Bacardí de 1937, un campeonato de fútbol americano universitario (sólo jugado en los años 1907, 1910, 1912, 1921, 1937 y 1946) y de muchos juegos de la Liga Cubana de Béisbol, el deporte más popular del país. 
Después de la revolución, fue rebautizado como Pedro Marrero, en homenaje a Pedro Marrero Aizpurúa, un joven que murió en el ataque al Cuartel Moncada.

## Características y ubicación
En general, es un reducto muy vetusto al que se le han hecho relativamente pocas remodelaciones de importancia en los años posteriores. Tiene césped natural, una pista de atletismo sintética y una pantalla manual (no eléctrica) para cambiar el marcador. 
Está ubicado en la Avenida 41 en el municipio Playa, en La Habana, en los 23° 6' 26 de Latitud Norte y los 82° 24' 46 de Longitud Oeste.
Tiene una capacidad total para 28 mil personas, y no está cerrado por graderías en toda su circunferencia. La gradería del sector sur es de sol y tiene capacidad para 10 mil personas, mientras que la norte y oeste posee techo para 18 mil seguidores. En el este hay una tribuna sin techo para invitados especiales. (enlace roto disponible en Internet Archive; véase el historial, la primera versión y la última).